# Kang Joon-ho
Kang Joon-ho (in Hangŭl: 강준호; Haeju, 22 giugno 1928 – Seul, 24 settembre 1990) è stato un pugile sudcoreano.

## Palmarès

### Olimpiadi
- 1 medaglia:
  - 1 bronzo (Helsinki 1952 nei pesi gallo)